# Astreopora longisepta
Espèce
Astreopora longisepta est une espèce de coraux appartenant à la famille des Acroporidae.